# Sierra de San Andrés (Nuevo México)
La Sierra de San Andrés  (en inglés: San Andres Mountains) es una cadena montañosa en el suroeste de los Estados Unidos de América en el estado de Nuevo México en los condados de Socorro, Sierra y Doña Ana. La sierra se extiende a lo largo de 120 km de norte a sur, pero unos escasos 19 km de ancho, en su punto más amplio. El pico más alto en la Sierra de San Andrés es el pico Salinas a una altitud de 2,733 m. 

## Geografía

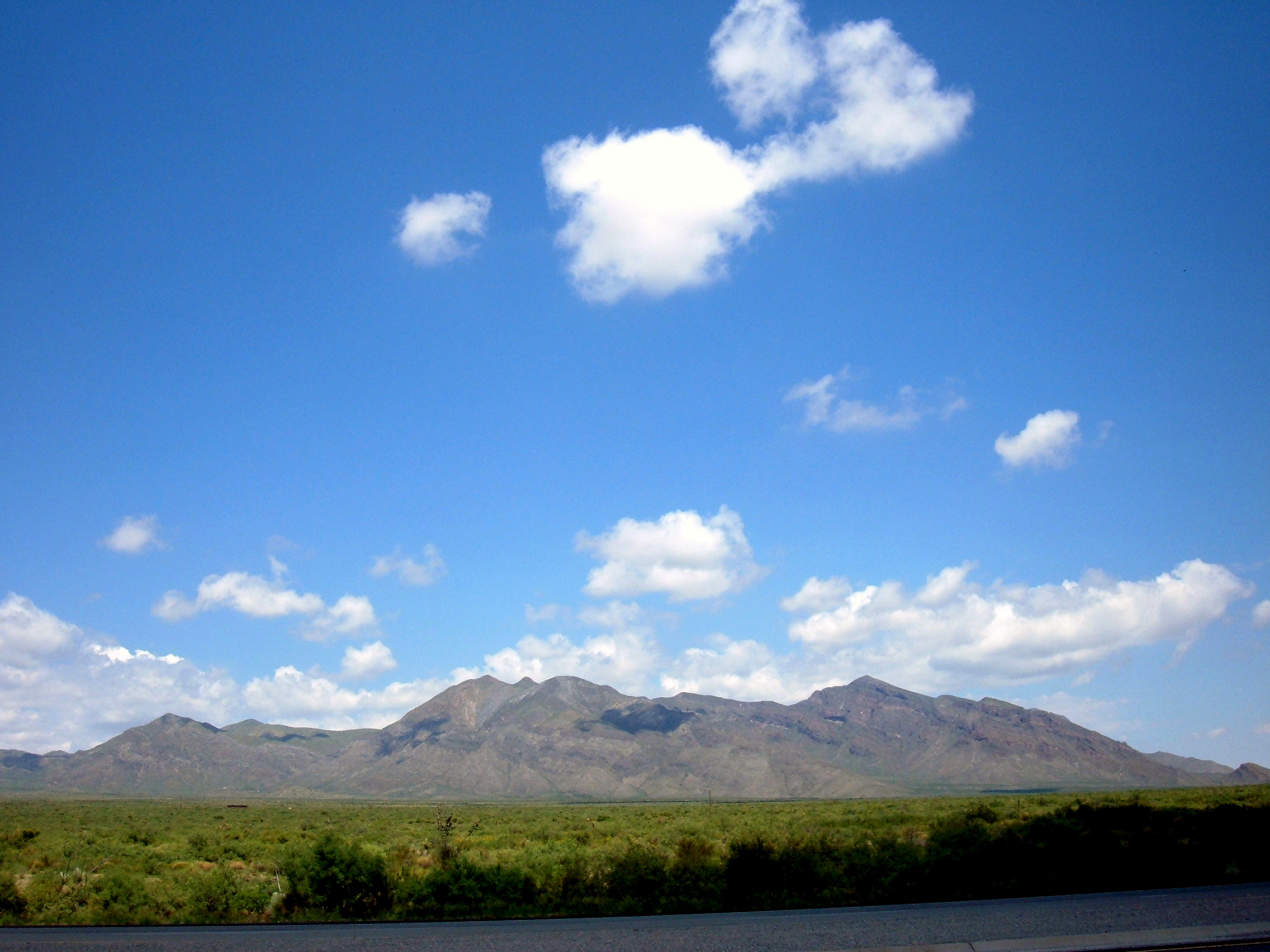
Vista de la Sierra de San Andrés

Aunque casi contigua a la sierra de los Órganos al sur, ambas formaciones geológicas son diferentes tanto en aspectos botánicos como geológicos.  La Sierra Oscura al norte está separada de la Sierra de San Andrés por el Mockingbird Gap y las bajas Sierra del Burrito.  La Sierra de San Andrés es comparativamente muy secas y no sostienen bosques de madera. Son inaccesibles al público general, ya que yacen se un área restringida del Campo de misiles de las Arenas Blancas.

## Historia
Conocidas durante la conquista española, se denominaron Sierra de las Peñuelas en 1692. En el mapa de Miera y Pacheco de 1770 aparecen co el nombre de Sierra de Las Petacas.